# Rendez-vous (film, 1940)
Pour les articles homonymes, voir Rendez-vous.
Pour plus de détails, voir Fiche technique et Distribution.
Rendez-vous (titre original : The Shop Around the Corner) est un film américain réalisé par Ernst Lubitsch, sorti en 1940.

## Synopsis
À Budapest, Alfred Kralik et Klara Novak travaillent dans la boutique de maroquinerie de Monsieur Matuschek. Les deux employés ne s'entendent guère. Alfred correspond par petites annonces avec une femme qu'il n'a jamais vue. Il découvre bientôt que cette mystérieuse inconnue n'est autre que Klara, l'employée qu'il déteste au magasin. Sans révéler à celle-ci la vérité, il cherche à se rapprocher d'elle et à s'en faire aimer.

## Fiche technique
- Titre original : The Shop Around the Corner[3]
- Titres : Rendez-vous (1re sortie française) ; The Shop Around the Corner  (ressorties)
- Réalisation : Ernst Lubitsch
- Scénario : Samson Raphaelson et Ben Hecht (non crédité), d'après la pièce de Miklós László, Parfumerie (Illatszertár)
- Photographie : William H. Daniels
- Montage : Gene Ruggiero
- Musique : Werner R. Heymann
- Son : Douglas Shearer
- Direction artistique : Cedric Gibbons
- Producteur : Ernst Lubitsch
- Société de production : Metro-Goldwyn-Mayer
- Pays de production :  États-Unis
- Langue : anglais américain
- Format : Noir et blanc — 35 mm — 1,37:1 — Son : Mono
- Genre : Comédie romantique
- Durée : 99 minutes (1 h 39)
- Dates de sortie : 
  - États-Unis : 12 janvier 1940 (première), 25 janvier 1940 (New York)
  - France : 10 août 1945

## Distribution
- Margaret Sullavan : Klara Novak
- James Stewart : Alfred Kralik
- Frank Morgan : Hugo Matuschek

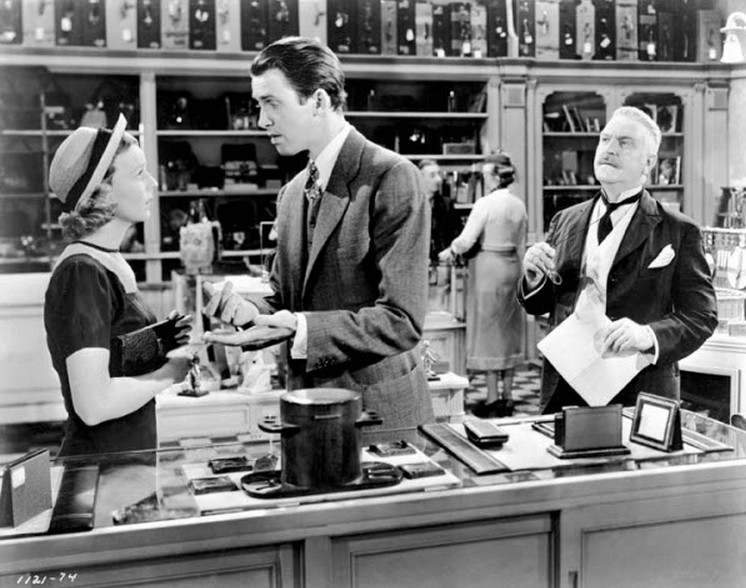
Margaret Sullavan, James Stewart et Frank Morgan.

- Joseph Schildkraut : Ferencz Vadas
- Sara Haden : Flora Kaczek
- Felix Bressart : Pirovitch
- William Tracy : Pepi Katona
- Inez Courtney : Ilona Novotny
- Edwin Maxwell : le docteur
- Charles Halton : le détective
- Charles Smith (en) : Rudy

Acteurs non crédités
- Charles Arnt : un policier
- Claire Du Brey : une cliente
- Mary Carr : la grand-mère
- William Edmunds : un serveur
- Sarah Edwards : une cliente
- Grace Hayle : une cliente (la grosse dame)
- Ernst Lubitsch : lui-même (caméo dans la bande annonce originale)

## Récompenses et distinctions
- National Film Registry 1999 : sélectionné et conservé à la Bibliothèque du Congrès.

## Analyse
Alors que la grande comédie hollywoodienne de cette époque a généralement pour cadre la haute bourgeoisie américaine (comme Indiscrétions, de Cukor, sorti la même année), ce film met en scène des employés, personnages ordinaires, dont la fragilité, mais aussi les mesquineries, sont observées avec humour et humanité par Lubitsch. C'est l'un des rares films de l'époque à aborder le thème du chômage.

## Autour du film

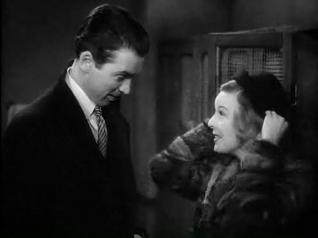
James Stewart et Margaret Sullavan

- Ernst Lubitsch tenait à tourner le film avec les comédiens James Stewart et Margaret Sullavan. Le temps que les deux acteurs soient disponibles, il tourna Ninotchka[4].
- L'acteur Frank Morgan (M. Matuschek) est surtout connu en France pour son interprétation dans Le Magicien d'Oz, autre classique de la MGM sorti un an plus tôt.[réf. nécessaire]
- Sorti une première fois en France le 10 août 1945 sous le titre Rendez-vous, le film n'eut qu'une brève carrière commerciale. Il fut littéralement redécouvert dans les années 1980, lorsque, ressorti sous son titre original dans la salle parisienne de l'Action Christine, il attira près de 130 000 spectateurs, un record pour une reprise[5]. Il est aujourd'hui considéré comme un des films majeurs d'Ernst Lubitsch.
- La pièce originale de Miklós László, Parfumerie, a été l'objet de deux autres adaptations cinématographiques (qui ne sont pas à proprement parler des remakes du film de Lubitsch) :
  - Amour poste restante (In the Good Old Summertime), un film musical de Robert Z. Leonard sorti en 1949[6],
  - et Vous avez un message de Nora Ephron en 1998[7]. Dans ce dernier, les personnages correspondent non plus par lettres mais par Internet, tandis que la librairie tenue par le personnage de Kathleen Kelly a précisément pour enseigne The Shop Around the Corner (titre anglais du film sorti en 1940).
- La pièce originale de Miklós László, Parfumerie, a également été adaptée au théâtre, en français, sous le titre La Boutique au coin de la rue :
  - en septembre 2001 au théâtre Montparnasse[8],[9], dans une mise en scène de Jean-Jacques Zilbermann (par ailleurs cinéaste) et Évelyne Fallot. Le spectacle remporta plusieurs Molières ;
  - en janvier 2012 au Centre de culture et de rencontre Sémaphore, à Cébazat[10],[11], dans une mise en scène de Christian Habouzit et une production de la Compagnie les 3 coups.

La pièce de Miklós László a également été adaptée en comédie musicale :
- - en avril 1963, sous le titre She Loves Me, par Joe Masteroff (livret), Sheldon Harnick (lyrics) et Jerry Bock (musique), créée au Eugene O'Neill Theatre à Broadway[12],
  - puis créée en français, sous le titre Rendez-vous, en septembre 2010 au théâtre de Paris[13],[14], dans une mise en scène de Jean-Luc Revol avec Kad Merad, Magali Bonfils et Laurent Lafitte.

## Critiques
Selon Lubitsch lui-même : « Pour la comédie humaine, je n'ai rien produit d'aussi bon. Je n'ai jamais fait non plus un film dans lequel l'atmosphère et les personnages aient été plus réels que dans celui-ci. »
Pour Bertrand Tavernier et Jean-Pierre Coursodon, Rendez-vous est « sans conteste l'un des grands chefs-d'œuvre » du réalisateur. Les scènes de Margaret Sullavan et James Stewart « laissent percer […] un engagement vis-à-vis des sentiments et des personnages assez rare chez ce cinéaste du détachement et de l'ironie ».